# 加油站

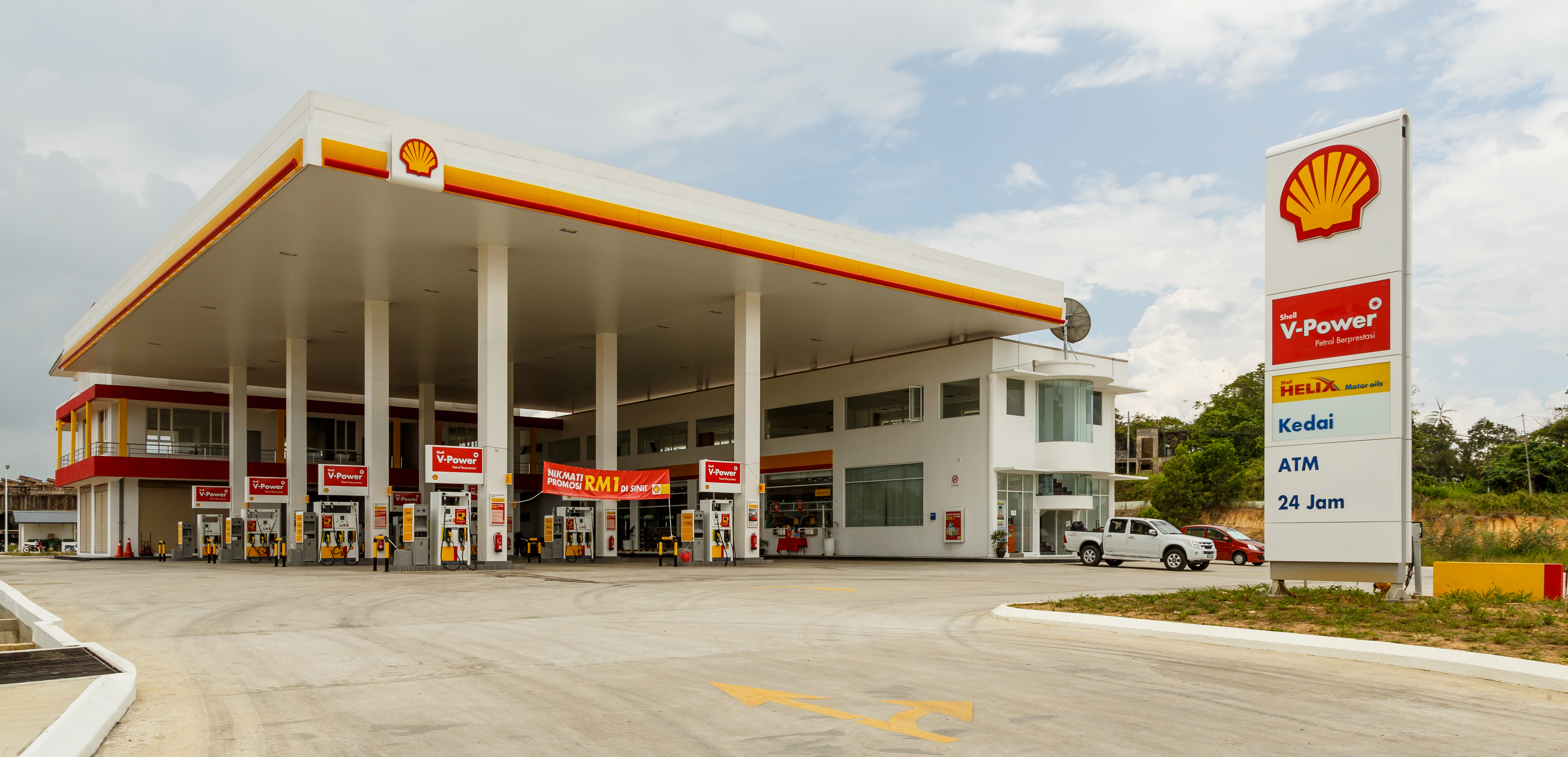
馬來西亞山打根的蜆殼公司加油站

加油站又稱油站，為供車輛及船隻補充油料之站點或建築設施。油料存在油庫（或油槽、油池）裡，通過管道連接到加油機器，通過加油槍加到車輛的油箱裡。

## 型態

### 人工服務加油站
在世界上大多数地區，如台灣、中國、非洲、拉美等，服務員會幫司機操作油槍加油及收費。

### 自助加油站
這些加油站在一些歐洲以及北美洲國家（比如瑞士、美國）、日本比較常見，加油站沒有服務員會幫司機操作油槍加油，使用者必須先向收費人員繳費後，由收費人員開啟加油機。或是通過自助收費機器（可以使用紙鈔、現金卡或信用卡）自行加油。雖沒有服務員，但有的自助加油站會有站員駐守，以協助排除加油設備故障等問題。在台灣，台灣中油、台塑、全國加油站、山隆加油站、福懋、台亞、台糖也廣設自助加油，並給予折扣優惠以鼓勵顧客使用，而加油站可節省人力成本開銷。

### 聽裝油料供應站

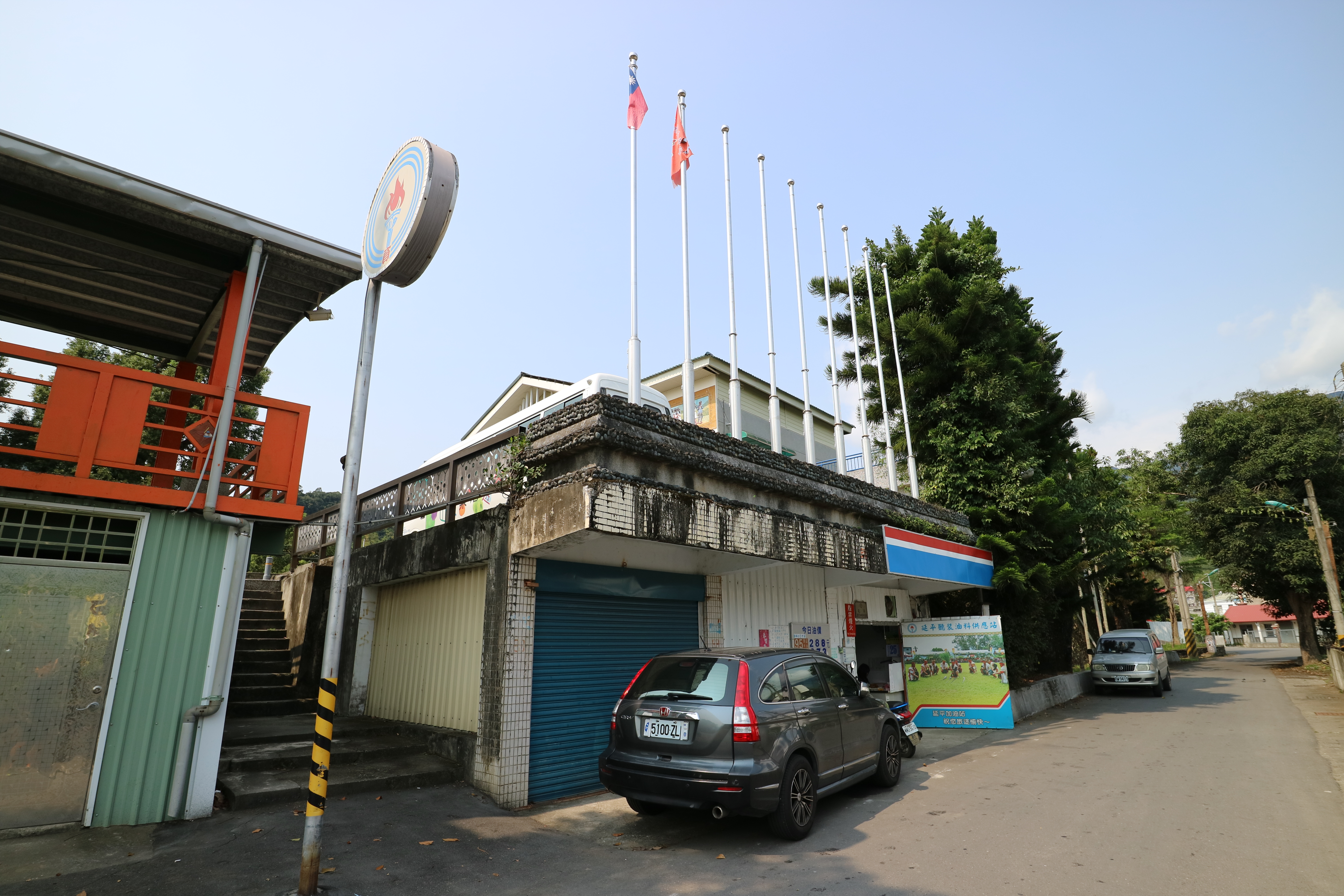
臺灣中油延平聽裝油料供應站

聽裝站為加油站的一種形式之一，其得名原因為1950年至1970年代駐台美軍撤離前遺留下許多馬口鐵桶，而美軍當時都以一只十公升馬口鐵桶為一「Tin」汽油單位，直譯中文字為「聽」，由於該形式的馬口鐵桶油氣不逸散、拋擲也不損壞等因素，故加油站不普及的年代臺灣中油即利用美軍馬口鐵桶當成運補偏遠鄉鎮的汽油桶。而這些加油站點即稱為「聽裝站」。2009年八八水災高雄市桃源區臺灣中油桃源聽裝油料供應站裁撤後，僅存唯一一間臺東縣延平鄉延平聽裝油料供應站。

## 設置地點
加油站經常在普通公路以及高速公路出現，有些地方市區內亦有。公路服務區也常設有加油站。

## 複合式經營
有些加油站採取複合式經營，結合了洗車、車輛保養、代收款項（停車費、交通罰單等），部份加油站還設有餐廳、速食店、便利商店、郵局等。

## 加氣站
加油站內有時會附設供瓦斯或氫燃料車使用的加氣站，同時提供加油及加氣服務。亦有單獨設立的加氣站。

## 軼事
- 2021年5月，歌手許靖韻特意去了加油站宣傳新歌《情歌之後》，為車主加油，同時為自己的新歌加油。《情歌之後》由68首歌名組成，她拿著印有6首歌的歌詞紙牌同車主玩唱歌遊戲。

## 資料來源
1. ↑  王秀亭. . 自由時報. 2013-01-06  [2019-03-24]. （原始内容存档于2019-03-24） （中文（臺灣））.
2. ↑  黃力勉. . 臺灣原住民族資訊網.   [2019-03-24]. （原始内容存档于2020-09-17） （中文（臺灣））.

## 外部連結
- 中的“Gasoline price comparisons”
- Gas-Pumping Robot 在博闻网上
- Energy Policy: How Gas Stations Price Gas 在博闻网上
- NPN Station Count (USA 1996-2006)
- An interview with architectural historian Jim Draeger about the history of filling stations from Wisconsin Public Television